# Josef Wasmer

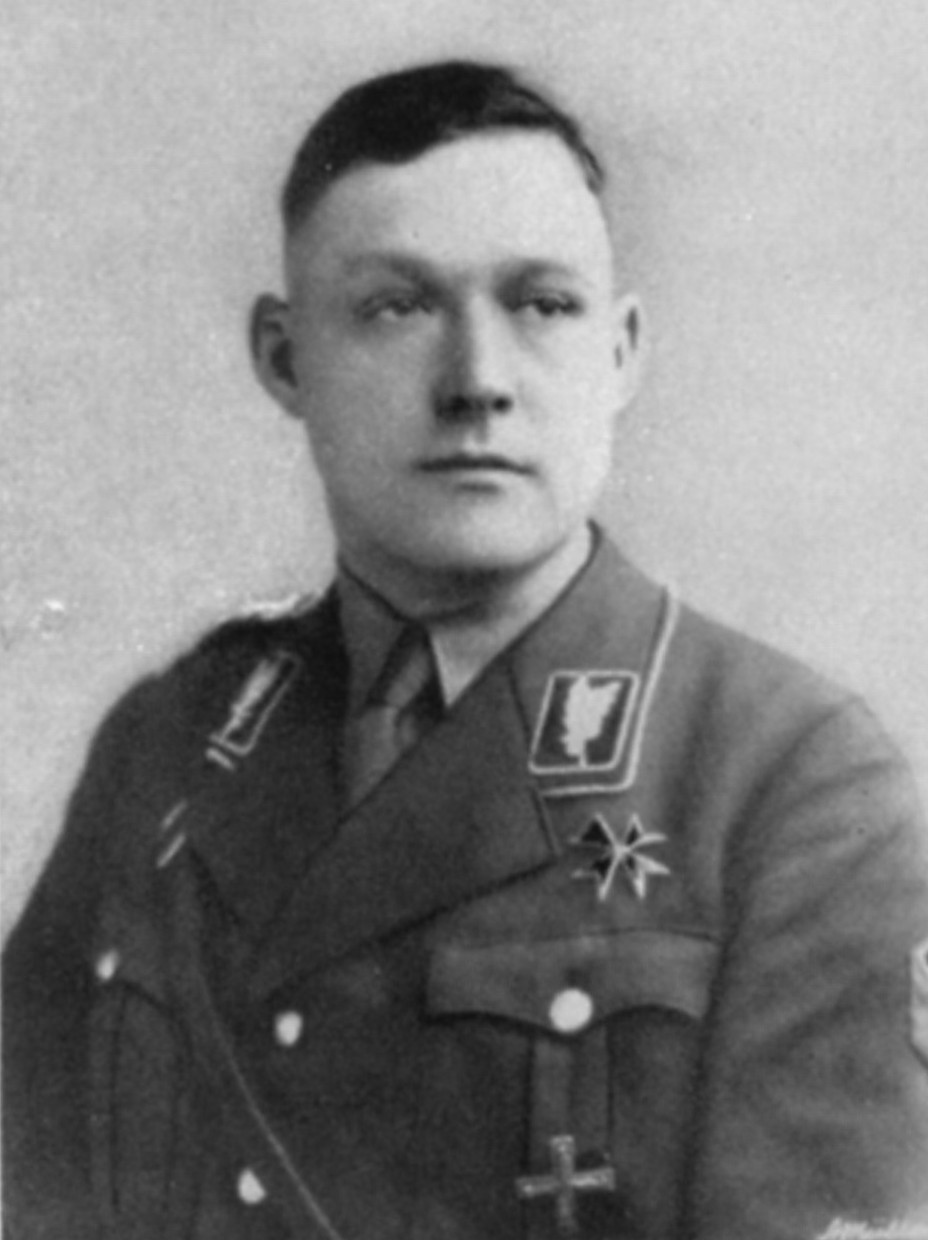
Josef Wasmer

Josef Wasmer (* 2. April 1902 in Säckingen; † 30. Mai 1934 zwischen Unadingen und Löffingen) war ein deutscher Politiker (NSDAP) und SA-Führer. 

## Leben und Wirken
Der Sohn eines Forstwarts besuchte die Volks- und Realschule in Säckingen. Zwischen 1917 und 1919 wurde Wasmer an einer Unteroffiziersvorschule und später an einer Unteroffizierschule ausgebildet. Nach dem Ende des Ersten Weltkrieges kämpfte Wasmer mit dem zur Eisernen Division gehörenden 3. Kurländischen Infanterie-Regiment im Baltikum. Anschließend gehörte er 1920 kurzzeitig der 2. Marinebrigade an. 1921 trat Wasmer in die Reichswehr ein. Zunächst beim Schützen-Regiment 42, besuchte er ab 1924 die Heeresfachschule für Verwaltung und Wirtschaft, die er 1930 mit dem Abschluss für den mittleren gehobenen Dienst beendete. 1931 verließ er die Reichswehr. Wasmer war verheiratet; die Ehe blieb kinderlos.
1931 trat Wasmer in die NSDAP ein; in der SA wurde er im Juli 1932 zum Standartenführer befördert. Nach der Machtübertragung an die Nationalsozialisten befahl er am 6. März 1933 zusammen mit Hanns Ludin die Hissung der Hakenkreuzfahne am Freiburger Rathaus. Von März 1933 bis zur Auflösung dieser Körperschaft im Herbst desselben Jahres gehörte Wasmer dem Badischen Landtag als Abgeordneter an. Anschließend saß er von November 1933 bis zu seinem Tod im Mai 1934 als Abgeordneter für den Wahlkreis 32 (Baden) im nationalsozialistischen Reichstag. Zudem war er seit 1933 Stadtrat in Freiburg im Breisgau. In der SA wurde Wasmer im Mai 1933 zum Oberführer befördert. Ab August des Jahres führte er die SA-Brigade 54 „Baden-Süd“.
Wasmer starb im Mai 1934 bei einem Autounfall. Für ihn rückte Herbert Kraft in den Reichstag nach. Nach seinem Tode setzte eine „parteigelenkte Heroisierung“ ein, bei der Vergleiche mit Albert Leo Schlageter und Horst Wessel gezogen wurden. Der Freiburger Oberbürgermeister Franz Kerber (NSDAP) bezeichnete Wasmer als „besten Mann in Oberbaden“. Neben SA- und SS-Männern verabschiedete sich auch der Fürst zu Fürstenberg, Max Egon II, von „seinem toten Freund“. Am Unfallort wurde anlässlich des ersten Todestages ein Gedenkstein aufgestellt, der heute noch steht. Außerdem trug ein SA-Hilfswerklager in Freiburg seinen Namen. Von 1935 bis 1945 war eine Straße in Freiburg-Littenweiler nach ihm benannt, danach wurde sie zur Kirner-Straße.